# Het is een wonder
Het is een wonder is een single van Linda Williams.
Het is een van de vier singles die bekend zijn van deze artieste. Ze had net een hitje gehad met I’ll bide my time, geschreven door Cees de Wit, toen ze mocht meedoen aan het Nationaal Songfestival 1981. Oscar Harris trok zich terug en zij was invalster. Haar liedje Het is een wonder, opnieuw van Cees de Wit, won. Haar ander liedje Zo is het leven werd gedeeld zevende. Ze liet Ben Cramer en Maribelle achter zich. Williams kon dus naar het Eurovisiesongfestival 1981, alwaar ze negende werd in een veld van twintig. Winnaar aldaar was Bucks Fizz met Making your mind up.
Bij de Nederlandse persing van de single stond ineens de naam van Bart van de Laar als co-auteur vermeld op het label. Dat zorgde voor enige consternatie. Bart van der Laar trad tevens op als muziekproducent met Francis Goya, maar hij was ook baas van platenlabel TTR. Overigens vermeldde de single geperst voor de Engelse markt met I am the lady en Don’t need your flowers Van de Laar niet als co-auteur. In 1993 werd Het is een wonder gecoverd door Dana Winner. Op die uitgave is Bart van de Laar niet (meer) terug te vinden. Het werd geen hit voor Dana Winner.

## Hitnotering
In deze hitparade had het weinig succes. Het miste op een haar na de benoeming tot alarmschijf, het stond tweede in de tipparade voordat het doorstootte naar de hitparade.

### Nederlandse Top 40
| Positie: | 32 | 30 | 27 | 25 | 38 | uit |

### NederlandseNationale Hitparade
In deze hitparade scoorde het aanmerkelijk beter.
| Positie: | 18 | 14 | 27 | 25 | 28 | 32 | 43 | uit |

1956: De vogels van Holland / Voorgoed voorbij · 1957: Net als toen · 1958: Heel de wereld · 1959: 'n Beetje · 1960: Wat een geluk · 1961: Wat een dag · 1962: Katinka · 1963: Een speeldoos · 1964: Jij bent mijn leven · 1965: 't Is genoeg · 1966: Fernando en Filippo · 1967: Ring-dinge-ding · 1968: Morgen · 1969: De troubadour · 1970: Waterman · 1971: Tijd · 1972: Als het om de liefde gaat · 1973: De oude muzikant · 1974: Ik zie een ster · 1975: Ding-a-dong · 1976: The party's over · 1977: De mallemolen · 1978: 't Is O.K. · 1979: Colorado · 1980: Amsterdam · 1981: Het is een wonder · 1982: Jij en ik · 1983: Sing me a song · 1984: Ik hou van jou · 1986: Alles heeft ritme · 1987: Rechtop in de wind · 1988: Shangri-la · 1989: Blijf zoals je bent · 1990: Ik wil alles met je delen · 1992: Wijs me de weg · 1993: Vrede · 1994: Waar is de zon · 1996: De eerste keer · 1997: Niemand heeft nog tijd · 1998: Hemel en aarde · 1999: One good reason · 2000: No goodbyes · 2001: Out on my own · 2003: One more night · 2004: Without you · 2005: My impossible dream · 2006: Amambanda · 2007: On top of the world · 2008: Your heart belongs to me · 2009: Shine · 2010: Ik ben verliefd (sha-la-lie) · 2011: Never alone · 2012: You and me · 2013: Birds · 2014: Calm after the storm · 2015: Walk along · 2016: Slow down · 2017: Lights and shadows · 2018: Outlaw in 'em · 2019: Arcade · 2020: Grow · 2021: Birth of a new age · 2022: De diepte · 2023: Burning daylight · 2024: Europapa